# かくりよものがたり
『かくりよものがたり』 は、藤崎竜による日本の漫画作品。『週刊ヤングジャンプ』（集英社）にて、2013年32号より2015年4・5合併号まで連載された。

## 概要
『ミラクルジャンプ』（集英社）No.12（2012年）にて、読切漫画「アメとサルタヒコ」が掲載される。その後「アメとサルタヒコ」の設定をアレンジし、『週刊ヤングジャンプ』2013年32号より「かくりよものがたり」と改題して連載が開始された。2015年4・5合併号で「第一幕了」として連載を終了した。
過酷な運命を持つ姫「アメ」と彼女の幼馴染「サルタヒコ」の物語が描かれている。話数カウントは「第○ 話」（番外編は「間（アイ）○」と表記される）。
本作の舞台は現代の日本であるが、登場する地名が旧国名や古代の名称であるなど、「架空の日本」となっている。
生死を扱った作品であるため、人体欠損や臓器の露出、緻密に描かれた死体が登場するなど、グロテスクおよびスプラッター描写が多数見られる。
単行本の表紙には、単行本収録のエピソードが掲載された『週刊ヤングジャンプ』の発売日を年月日で記載している。
2014年2月20日発売の『オトナファミ』（エンターブレイン）4月号の「今春注目のファンタジー作品特集」にて、本作が取り上げられた。

## あらすじ
第一幕
東北地方のとある山中に存在する霊場・カミツヨミド。そこは、人間に有益をもたらす御霊たちが暮らす場所である。近隣の農家のごく普通の少年サルタヒコは忍び込んだカミツミヨドで共に8歳というアメとワタの双子の姉妹と出会う。だが、ワタは既に姫に選ばれており黄泉返りで魂を摩耗させ、8歳という年齢とは思えぬ姿になっていた。3年後、姉妹と友達になったサルタヒコはワタが老衰死するのを目撃する。即座に次の姫に選ばれたのはアメだった。サルタヒコはアメの従者としてアメにワタと同じ道を辿らせぬことを誓う。
一方、ワタの従者タケミカヅチはワタの亡骸を持ち去り、亡骸に怨霊を取り憑かせる。その結果、ワタは怨霊となって黄泉返る。だが、彼女の人格はワタとも取り憑かせた少女の怨霊とも似ていない別人格となっていた。タケミカヅチはワタに怨霊化している死者達を次々と黄泉返らせて軍団化。怨霊島トヲツカムナビに拠点を作り上げる。タケミカヅチと並ぶ筆頭参謀は厩戸皇子だった。死んだ人間にしか興味のないワタ姫の狙いは怨霊たちの天国「かくりよ時代」を作ることで、生者たちを憎む怨霊時代到来は人類の滅亡を意味していた。
御霊卑弥呼の預言で怨霊の出現を予知し、参謀役世阿弥の命令で現界（あらわよ）に出撃するサルタヒコとアメは通常年に2、3体黄泉返る程度の怨霊が驚くべき頻度で出現することに頭を悩ませていた。そして、アメは浄化のため寿命を縮め、サルタヒコは全身の大半を失い、事実上、頭部と心臓だけが生身のサイボーグと化していた。怨霊の黄泉返りを行う黒幕の存在を感じていた矢先、怨霊化したワタ姫と対面。サルタヒコの使う瑞宝十種（みずたからとくさ）の一つ蛇比礼(オロチノヒレ)で捕らえようとしたものの、タケミカヅチの死返玉（マカルカエシノタマ）に動きを封じられ、逃亡を許してしまう。力不足を痛感したサルタヒコは師匠である御霊沖田総司と修行に勤しむ。カミツヨミドに仕える黒服たちの力で出城を発見した世阿弥たちだが、殿軍（しんがり）を勤めるのは大怨霊武蔵坊弁慶。出城の破壊には成功したものの弁慶に圧倒される。アメはどうにか命を取り留めたが衰弱。カミツヨミドは人間の怨霊使いを大金をはたいて雇い入れる。その名はニギ。不浄を好む怨霊のため猛烈にクサいことと、戦闘で「邪悪化」や「弱体化」した怨霊の浄化と回復に金塊が必要だという難点はあるが怨霊を使役し、怨霊合体で身に纏うニギは強力な味方だった。依頼に「一兆円」を要する彼女をタダで恒久戦力化するためサルタヒコはニギと共闘。ニギはその特徴故に孤独で三次元に友達が居なかったがアメの力でニオイを抑えて貰える効果が判明し、更に同じ11歳ということでアメの友達になったニギはサルタヒコ同様に命を賭してアメを護ることを誓う。
僅か1ヶ月で15体の怨霊退治に成功するがニギとサルタヒコは猛烈な酷使でやつれ果てていた。新たな味方の必要性を感じていた矢先、ニギに恐山のご当地アイドルイタコの咲夜のスカウトが提案されるが世阿弥に即刻却下される。その矢先、厩戸により、日本人に対する宣戦布告が行われ、台風を伴った6体の大怨霊による現界侵攻が開始。怨霊たちによる大虐殺が始まる。サルタヒコとニギは北関東から南東北を制圧下に置いた大怨霊森蘭丸率いる「蘭丸鉄砲隊」（雑賀孫一、メンデス・ピント、杉谷善住坊)に挑むが先鋒の杉谷にさえ苦戦。その窮地に伝説の自衛官山田一郎が加勢しアメを保護。サルタヒコとニギはどうにか杉谷を捕らえるが、厩戸の策略が発動する。大怨霊の蘭丸を覚醒させるためわざと主君信長の敵ばかりで部隊を編成していた。「蘭丸鉄砲隊」を自ら殲滅した蘭丸はアメに狙いをつける。アメは蘭丸調伏のため力を溜め、時間稼ぎを買って出たサルタヒコは手足を破壊され、ニギも怨霊を失い苦戦。山田も負傷する。だが、蘭丸の銃弾がアメに放たれた瞬間、ワタの霊が現れてアメに助言し、不完全ながらも調伏されて理性を取り戻した蘭丸は信長への忠義さえ忘れるくらいならばと自決する。だが、アメの負ったダメージは深刻だった。
サルタヒコたちが蘭丸に苦戦する間に、北海道から北東北を占拠していた大怨霊千利休は咲夜に敗北し、小型化したペット同然となっていた。咲夜は瑞宝十種の一つ奥津鏡（オキツカガミ）による口寄せで御霊を自身に憑依させてその能力を用いるという戦法を使い、沖田と世阿弥が自覚なく咲夜の戦いに利用されていた。いわれなき中傷で貶められた祖母の復権と自身のスーパーヒロイン化の野望のため行動する咲夜を味方につけるためサルタヒコが出向くが、あっさり拒否される。次なる大怨霊平賀源内戦において先行していた咲夜は源内の作り出した巨大ロボに挑む。源内ロボは粒子を圧縮してブラックホールを作り出そうとしていた。新たな両手足を装備したサルタヒコと、3体の怨霊を失い戦力外と落ち込んでいたニギは山田が救出した怨霊たちを取り戻し復活させたことで戦列に復帰。咲夜は世阿弥を口寄せしようとするが、本人が断固拒否し、かわりに沖田の力で挑みかかるが源内相手には分が悪い。そこで咲夜は卑弥呼を口寄せする。厩戸の妨害で未来予知を封じられていた卑弥呼だが彼女にはもう一つの武器「鬼道」があった。数式を実体化する源内の能力と鬼道で森羅万象を操る卑弥呼の戦いは熾烈を極めるが、発動に時間がかかり、規模も小さい卑弥呼の方がやや分が悪かった。源内の発動したビックバンと卑弥呼のメテオではスケールが違いすぎたが、サルタヒコは口車で源内の知的好奇心をくすぐりビックバンを解除させ、辛くも勝利を収める。弱体化した源内は咲夜のペット2号となる。
だが、それこそ厩戸の狙いだった。戦力の集中したカミツヨミド側に残りの大怨霊を集結させて一気に叩くという「殲滅戦」で自身に加え、弁慶、大怨霊清少納言。そして日本最大級の怨霊大国主命を集結させる。最大戦力である咲夜の奥津鏡を破壊されたカミツヨミド側は山田にアメと咲夜の退避を依頼し、サルタヒコとニギは時間稼ぎのための決死の戦いを挑む。だがニギは清少納言の「歌会」による精神攻撃で無力化され、サルタヒコや咲夜たちは厩戸の精神攻撃で四肢の自由を奪われる。その窮地にアメの能力が発動。アメの最期の輝きは上級怨霊たちを触れるだけで浄化させるがその度に「壊れていく」。弁慶は不利を悟って退却を命じ、厩戸と大国主まで迫ったところでアメは力尽きてしまうが、厩戸は重傷を負う。こうして大怨霊たちとの戦いは収束した。
ニギは戦いで失った三体の怨霊にかわるものとしてチョチョ丸をてなづける。だが、アメを失ったサルタヒコは戦意をなくし、父の農園を手伝うただの少年に戻っていた。アメの力の痕跡は巨大な光のドーム となって日本を護っていたが、怨霊たちは無防備な海外に侵攻し、戦いは全世界に拡散。“ONRYO”は世界共通語となっていた。奥津鏡を修理した咲夜は全世界で怨霊との戦いに挑み、望んでいたスーパーヒロインになることに成功していた。戦う意味を失ったため手足も修理せず農作業に勤しんでいたサルタヒコのもとを弱り切ったタケミカヅチが訪ねる。そして「光のドームの奥にアメの遺体が残っている。それを回収・埋葬することが最期の使命なのでは」と忠告する。サルタヒコはカミツヨミドに帰還し最期の使命を果たすことを世阿弥に告げる。だが、光のドームには外側から近付くことが不可能だった。そこで地下からの接近を世阿弥に提案されたサルタヒコは「かくりよダイバー」ホノカに協力を求めるが即刻拒否される。だが、ホノカはニギの許嫁だった。ニギはわざと負けて結婚することでホノカを永久に操縦出来ると企み、まんまとホノカを手駒にする。拒否すると離婚をチラつかせ、新婚旅行先として光のドームに向かった3人はワタとアメの力の源だったお力さまと対面。アメの亡骸はワタによく似た女が「スペアにする」ため持ち去ったと告げられる。その言葉でサルタヒコが怒りにより完全復活する。
サルタヒコはカミツヨミドに帰還するなり全パーツの修理を指示し、戦力の底上げを図ろうと自身とニギの強化を提案する。世阿弥は同じ瑞宝十種ながら蛇比礼と奥津鏡の力の差を指摘し、奥津鏡が咲夜の祖母の力で完全覚醒しているのに対し、蛇比礼は未覚醒だと告げる。そしてジョン・ドゥを訪ね修行するよう告げられる。ニギとホノカを隔離中の台場島に向かったサルタヒコはニギがジョン・ドゥ老師こと「マスター・ダーヨ」の許に修行に向かったことを告げられ、ホノカを脅してジョン・ドゥのところに行く。だが、サルタヒコは蛇比礼の覚醒を頼んだ途端に腕を切り落とされる。ジョン・ドゥの実力は大怨霊さえ一撃で葬るほどのものだった。味方に引き入れることも弟子入りをも断られたサルタヒコは弟子入りするまで動かないと強情を張る。そんなとき、怨霊に体を乗っ取られたカエル大納言が現れる。ニギが散歩中に誤って怨霊を呑み込む事故に遭ったのだ。カエル大納言を粛正しようというジョン・ドゥを止めたサルタヒコは呑み込まれた怨霊を捕らえ、異物を呑み込むと胃ごと吐き出す習性を利用して事態を解決する。だが、弟子は二人取らないというジョン・ドゥの方針で「家政婦」にさせられる。
一方、テレビ局の企画で単身トヲツカムナビに潜入した咲夜は大国主に発見される。大男に変身した大国主に一息で奥津鏡を破壊され、ワタ姫を人質にするが通用しない。窮地を救ったのは隠れて同行していた山田だった。山田は咲夜を回収すると共にワタ姫を捕獲して、カミツヨミドに帰還する。
家政婦としてジョン・ドゥの住まいをウィルス一つ居ない状態にしたサルタヒコは次の仕事としてカエル大納言に「待て」を教えるという作業を命じられる。舌が音速を超え、更に10本もあるカエル大納言にサルタヒコは苦戦するが「待て」を教えることに成功し弟子入り。更にワニの捕獲を命じられたサルタヒコは音速の舌と対峙してきたことで蛇比礼を使い、大口を開けた大量のワニを捕らえることに成功する。奥津鏡の修理を頼みに来た咲夜は捧げ物でアッサリ修理して貰い、更に耐久性強化のため漠との対話を助言される。サルタヒコの次なる試練は蛇比礼の大元となったオロチと話をつけることだった。これまで蛇比礼の覚醒に挑んだ者たちは問答無用で食われてきたが、サルタヒコの容姿と性別、上から目線の物言いとがオロチの心を掴んでしまいあっさりと蛇比礼の覚醒に成功する。
その頃、現界では姫の力を受け継ぐ者の不在を好機として大国主のカミツヨミド侵攻が始まっていた。厩戸は勝手な振る舞いに怒るが、弁慶は米国に、清少納言は欧州に侵攻していた。厩戸は確かに好機とみて卑弥呼の未来予知を封じる。大国主は率いた大軍団を差し向けるが、地の利を味方につけた世阿弥の演目「雷電」に一蹴される。御霊と怨霊との直接対決が始まろうとしていた。
一方、蛇比礼の覚醒に成功したサルタヒコは帰還するなりジョン・ドゥに斬りつけられる。ホノカは行方不明となり、チョチョ丸はPCに食われて電力と化したと指摘される。かくりよから生きては出さないというジョン・ドゥだがサルタヒコはこれまでの修行でジョン・ドゥに深い意図があると察し、オロチの介入を止め師匠との対決という最期の試練に立ち向かう。その頃、現界の避難所にアメにそっくりな少女が出現する。彼女はサキと名乗る。

## 登場人物
日本神話の神にちなんだ名前が付けられた者、歴史上の人物が登場している。

### 主要人物
サルタヒコ
本作品の主人公。学ランのような服装をした青年。柴生から「サルくん」とも呼ばれる。アメと共に怨霊に関する様々な事件を解決している。元々の性格は温厚でやや覇気に欠ける。だが、アメの従者となってからは誰に対しても上から目線で物を言い、毒舌。更に天然のサディストで暴力の権化。文字通り「飴（缶入りドロップ）と鞭」で酷使されるニギからは「鬼軍曹」と形容される。アメにも天の邪鬼でぶっきらぼうな言動するが、根は優しく情に厚い性格。実家はパプリカを生産する農家で、将来は親父の後を継ぐことを夢にしている。
元は普通の人間だが、アメを守るためにカミツヨミドに所属して以降、怨霊との戦いによる損傷で、頭と心臓以外、身体の大半をカラクリ（機械）に変えたサイボーグとなっている。天璽瑞宝十種の一つ「蛇比礼」（オロチノヒレ）を武器にしている。
幼少時は田舎暮らしをしており、6年前にカミツヨミドに忍び込んで遊んでいたところを、アメとワタの姉妹と出逢い、以降友達になる。共に過ごすうちにワタの姫としての過酷な運命を知る。3年前、ワタの死後数日でお力がアメに移った際には、「他の奴らが数万人が死ぬより、アメが死ぬほうが悲しい」と、アメが姫になることに対して強く反発した。その以降、アメを守ることだけを考えるようになり、厳しい鍛錬にも耐えてきた。「アメの寿命を1秒でも延ばすためなら悪魔にも魂を売る」という強固な意志を持つ。アメに対する感情は世阿弥曰く唯一無二にして表現不能。恋愛感情でも兄妹愛でも心服でもない正に特別なもの。
ニギと共闘した際、始めは彼女の悪臭を嫌悪していた。だが、彼女の能力がアメの負担を減らす役に立つと踏まえ、仲間に入るようにたきつけた。その後も、ニギに無理難題を押し付けて利用し、成し遂げた褒美にはアメをあげるという、飴と鞭で彼女を操っている。しかし、ニギに危険が及んだ場合、身を徹して守るなど、決して非情ではない。いざとなるとフェミニストぶりを発揮することから普段は猛烈な口喧嘩をする咲夜でさえときめかせるほど。
強力な怨霊にも怯むことなく対峙し続けたがカミツヨミド勢の力不足によりアメが散ったことで、父親の農園を手伝うただの青年に戻ってしまった。
タケミカヅチの助言で光のドーム奥に横たわるアメの遺体回収と埋葬が最期の任務と助言され、カミツヨミドに戻るが失った手足を修理することなく、ホノカに協力を求めるが断られ、許嫁のニギを頼ってホノカの協力を取り付け、光のドーム中心部に向かう。そこでお力さまから怨霊ワタがアメの亡骸を「スペア」として持ち去ったと聞かされ、激昂して鬼軍曹に戻った。
まったく協力する気のないジョン・ドゥに対し、カエル大納言の怨霊化に「誅殺」しようとしたジョン・ドゥを止め、飼い主の責任を説いて「助けた」ことで事実上弟子入りし、数々の試練でパワーアップ。最も難関だと考えられていたオロチの説得も「鬼軍曹モードでの普段通りの言動」で隷属に成功してしまう。
アメ
本作のヒロイン。「お力」を宿すカミツヨミドの姫。「アメ姫」とも呼ばれる。サルタヒコと共にその「お力」を使って怨霊に関する様々な事件を解決している。仕事以外の時間は、世阿弥に算数など勉強を教えてもらっている。「お力」を使い続けた影響で肉体が加齢（成長）している。現在の肉体年齢は17歳位で、外観はナイスバディな巨乳の持ち主であるが、実年齢は11歳である。サルタヒコとは6年来の幼馴染。なお、お力は元々ワタに宿っていたものが、彼女の死後移ったものである。
献身的な性格で、誰に対しても優しく接する。ただし、早とちりしやすい面があり、不用意にお力を使ってしまってサルタヒコから怒られることもある。
かくりよ城に突入した際に、弁慶によって城を破壊され、海に溺れて心肺停止状態に陥るが、サルタヒコのAEDによる救命処置で助かる。村正の事件の時は、まだ完全に回復しなかったため、世阿弥の計らいで休務する。
お力により、彼女の身体からは多幸感を生じさせる薫香を発している。これには、ニギの悪臭を相殺できる効果もあるが、その効力は約30mが限界。
厩戸の謀った「殲滅戦」からサルタヒコたちを護るために最期の力を発動。最期はワタのような老衰死ではなく、ヒビの入った体がボロボロに崩れて崩壊。破片で厩戸が重傷を負ったほど。ただ、亡骸については生前とさほど変わりが無い。
ニギ
怨霊使い。ペットの怨霊3体（トト丸・チャチャ丸・サナダ丸）を扱う。顔の一部以外を覆う服装に、長いドレッドヘアーを持つ。一人称は「ぼく」で、語尾に「でし」を付ける。その容姿や言動とは裏腹に、アメと同じく11歳の少女である。更に第一幕終了時点で既婚者。
ペット怨霊が喰らうことで怨霊を退治している。ペット怨霊3体を2つの大きな拳にして戦う「攻撃（バトル）モード」、ペット怨霊に自身を憑依させて肉体強化を図る「怨霊憑依」などの技がある。
彼女の一族は400年以上も怨霊と暮らしてきた。怨霊は清潔を嫌うため、生まれてから一度も風呂に入ったことが無く、それ事態が災厄級の猛烈な異臭を放つ。そのため、他者から忌み嫌われ、清潔を好むカミツヨミドとは相成れない関係だった。自身もそのことを気にして、他人と極力接しないように生きていた。ゲーム内にしか友達がおらず、異臭を意に介さず接するサルタヒコと、サルタヒコの策略で友達になり異臭を抑える力を持つアメに対し、忠誠にも近い友情を感じて見返りを求めず命を差し出す覚悟で戦いに参戦する。サルタヒコを呼ぶ際は「先輩」と呼ぶ。
実際のところ、図に乗りやすい面もあり、乙女ゲームが絡むと暴走することもある。他人と接点が持ちにくいせいで、乙女ゲームにおいてはゲーマー級の腕前を持つ。更に性悪腹黒。許嫁であるホノカにわざと敗北し結婚 するが、すぐさま鬼嫁と化し離婚をチラつかせては酷使。多額の負債がある割にはグルメで字面通りの「肉食女子」。ホノカと結婚して経済的不安がなくなると乙女ゲームに容赦無く課金している。なお、ホノカに恋愛感情は一切無い。
ペット怨霊は怨霊を食べると、お腹に怨念が溜まり、「黒傾向」になって人間を襲うため、浄化作用のある金塊を定期的に食べさせている。そのため、彼女の家には借金が3兆円あり、嫌でも働かなければならない要因となっている。借金は戦いが続くにつれて増大化している。
体調不良だったアメの代わりに、カミツヨミドから報酬1兆円の依頼を受けて、サルタヒコと共に村正と戦う。怨霊使いの後を継いだばかりで、村正との戦いが初陣だった。サルタヒコのアドバイスで村正に善戦し、弱体化させることに成功。仲間にしようとするサルタヒコの計らいで、カミツヨミドへついて行くが、世阿弥の猛反対に遭う。しかし、アメがとても気に入り、ニギ自身もアメを好きになり、お互いに友達になることを誓う。それを見た世阿弥は反発するものの、せめて洋服を取り替えることをペット怨霊に頼み、最終的にカミツヨミドに住まわせることを認めた。
その後もサルタヒコの指揮のもとに行動しているが、都合のいいように利用されている。ニギ本人はそのことを疑っていたこともあるが、自身に危険が及んだ際に身を徹して守ったサルタヒコの姿を見て、今まで通りに慕い続けている。
トト丸
チャチャ丸
生前はマッチョでイケメンだったという怨霊。怨霊憑依時はゴリラのような容姿になる。そのせいで清少納言がニギを男と勘違いして「獣のニオイがする」と激しく迫った。
サナダ丸
怨霊憑依時は防御専用形態。防御力は高いが動けない。サルタヒコからハンマー武器として利用される。
チョチョ丸
カミツミヨドで干されていたのをニギがくすねた上級怨霊。金塊を食べるのが苦手で「砂金メシ」を好む。上級怨霊だけあって会話可能だが、ニギを主とは認めておらず使役が出来ない。第一幕ではその正体が石川五右衛門だという所までしか判明していない。
咲夜（サクヤ）
恐山のイタコの少女。16歳。「恐山ご当地アイドル」として、メルヘンチックな設定を作ってアイドル活動をしている若干イタい美少女。あまりにもイタい設定ぶりのためニギの推薦に世阿弥がスカウトを即刻却下したほど。表向きは純真可憐を装うが、本来のがめつい性格と毒舌キャラが表に出ることも多い。ニギは彼女のファンの一人である。コスチュームは修験者風の衣装を独自にアレンジして、制服風にあつらえ、錫杖（後述の「奥津鏡」）を魔法ステッキ風に構える。ジョン・ドゥ老師曰く天才肌でアメの死亡時点ではカミツヨミド側の最強戦力。サルタヒコからは他力本願のダニやヒル呼ばわりされ、咲夜も口汚く応酬するなど非常に険悪な関係（だが、実のところは後述の通り）。
アイドル活動は、あらぬ誹謗中傷（後に実際には口寄せが出来なかったと判明）によって無念の死を遂げたイタコである祖母の名誉回復と、イタコの地位向上のためであるが、咲夜本人は「ダサい」としてその話を嫌がる。カメラマンの黒沢を「クロトワ」と呼び常に行動を共にする。
イタコの能力である「口寄せ」を使い、御霊を自らの身体に憑依させ、憑依させた御霊の持つ能力を発揮して戦う。なお、口寄せされた霊は、その時の記憶がない。また自尊心にかけて断固として拒否されることもある。武器は天璽瑞宝十種の一つ「奥津鏡」（オキツカガミ）。しかも天才的な戦闘イタコだった祖母の代で覚醒している。
北加伊道のサリ・ポロ・ペッ市にて、大怨霊であった千利休を、沖田総司と世阿弥を口寄せして倒した。この時の模様が「怨霊退治バラエティー咲夜におまかせ」として北加伊道の地方TV局で放映される。後に世界進出し、番組名も「怨霊退治バラエティー もっと咲夜におまかせ」に変わった。
カミツヨミドに所属して怨霊退治を共に行うことを、横柄な態度で話すサルタヒコに反発するが、対平賀源内戦で共闘関係となり卑弥呼を憑依させて撃破。その後、奥津鏡を折られる窮地に殿軍としてサルタヒコとニギが残るから一時退却して奥津鏡を修理し戦列に復帰しろという言葉に心を揺さぶられ、カミツヨミド側の戦闘員となる。だが、厩戸の能力で四肢の自由を奪われて撤退に失敗。結果的にアメの犠牲で難を逃れた。
日本全土が「お力さま」の放つ光のドームで守られる中、唯一の攻撃戦力として世界各国に出撃して怨霊退治を行い。当初は無謀と思われていた全世界のスーパーヒロインになるという野望を達成。怨霊に怯える全世界の人々から認知され支持されるスーパーアイドルとなる。だが、調子に乗りすぎてテレビ局の企画でトヲツカムナビに単身潜入したが、本来の力を発揮した大国主の前に奥津鏡を一息で折られる完敗を喫し、山田の助けで逃れた。その後、ジョン・ドゥ老師に貢ぎ物（大好物のおいり）をしてアッサリ奥津鏡を修理して貰うと耐久力強化のため漠のもとに出向いた。

### カミツヨミド

#### 御霊
カミツヨミドで暮らす清浄な霊。気が済むと成仏する。姫のもつ浄化能力で魂を洗い流された元怨霊もいる。現界では数分と保たない。
世阿弥（ぜあみ）
カミツヨミドに暮らす御霊の一人で、アメやサルタヒコに指示を出す司令官的存在。アメの教育係でもある。性格は気位が高く、潔癖症で他者を悉く見下す高慢ちきで嫌味な人物。
かつては猛威を奮った大怨霊であり、能の舞による絶大な戦闘力を有するが前述通り現界では力を発揮出来ない。このため咲夜に口寄せされるまでは「口だけ偉そうな人」と思われていた。
サルタヒコの帽子の紋章に、勝手に超小型カメラを埋め込んで、サルタヒコ達の状況を常時把握している。サルタヒコにとっては苦手な存在。 不潔で悪臭を放つニギに対して強い嫌悪感を示していたが、洋服を取り替えることを条件に、カミツヨミドに居すわせることを渋々承知したが苦手。咲夜は口寄せで憑依させられかねないので更に苦手。
咲夜に口寄せされ、演目「鵺」によって千利休を倒したが、全く覚えていない。二度目以降は自尊心から憑依を拒否した。
大国主の従えた埴輪兵団を演目「雷電」で一瞬にして葬るなどその実力は大怨霊と互角。
卑弥呼（ひみこ）
カミツヨミドに暮らす御霊の一人。世阿弥同様に元は強力な怨霊だった。全裸で目隠しをして常に池で禊ぎをして過ごし、未来予知で怨霊の襲撃を備える役割をしている。予知能力を発揮する際に奇声を発し、予知内容を伝えるのが役割。千子村正戦以降、厩戸の妨害で未来予知が使えなくなり、深く悩んでいる。また、3体の怨霊たちを失い血迷ったニギが池で禊ぎをしようとした際には動揺していた。
御霊としての能力は「未来予知」と「鬼道」。咲夜の口寄せで戦線に立った際には森羅万象を自在に操る鬼道で数式を実体化する平賀源内とはほぼ互角の勝負を繰り広げた。また、「全裸なのに胸の先やお股といった肝心な部分が髪の毛に隠れて見えない」という設定でパパとお子様の視聴に耐えうる素材として黒沢に有り難がられている。
鬼道の使用時にはポンポンを両手に持ち、アルファベットを大声で読み上げ、単語として揃うと内容に応じた能力が発動するというもの。
沖田総司（おきた そうじ）
カミツヨミドに暮らす御霊の一人。サルタヒコの修行の師匠。愛刀「菊一文字」を手にすると途端に厳しい性格に変わり、近接戦闘では無類の強さを誇るが、普段は子供が好きで、サルタヒコを可愛がっている。元々は怨霊だった。
咲夜に口寄せされていたが、世阿弥同様に覚えていない。だがノリが軽く、自尊心もないので簡単に憑依を許してしまう。
咲夜の口寄せで憑依時はTVカメラにも撮影される。このため現界には外国人の親衛隊がいるほどの人気を誇る。
北里柴三郎（きたざと しばさぶろう）
カミツヨミドに暮らす御霊の一人。ニギの悪臭の検証実験で倒れた柴生を治療した。

#### 人間
柴生富良夫（しぼう ふらお）
サルタヒコとアメに偶然出会ったサラリーマン。22歳。
穢土で、彼女 の誕生日プレゼントを持って帰る途中で、怨霊の岡部菊外に襲われる。そこをサルタヒコ達に助けられるが、彼らをただの子供と思ってかばい、岡部に斬り殺されてしまう。一度死亡した直後、アメの力で黄泉返った。その後は恩威からカミツヨミドに転職する。
カミツヨミドでの仕事は主に雑用と世阿弥の秘書。アメの薫香がニギの悪臭を相殺する有効距離はどこまでなのかを実験する「カナリア」として使われたり、お力様の発する光の中心部に向かう作業に駆り出されボロボロに憔悴するなど、散々な扱いを受ける。
名前の由来は「死亡フラグ」。
山田一郎（やまだ いちろう）
陸上自衛官の男。迷彩服の上に防弾チョッキを身に付け、さらにウサギの耳のようなチャームポイントが付いたフード付きのポンチョを纏っている。ガスマスクを付けているため素顔は判らない。
他の自衛官からは「伝説の自衛官」と呼ばれる有名な存在。多くの戦闘経験を積んでおり、どんな不可能な任務でも必ず遂行して生還してきたことから、「不死（アンデッド）軍曹」とも呼ばれている。並外れた運動神経を持つ。
善住坊による2km先からの狙撃に気付き、アメを守るために咄嗟に彼女を担いで避ける。サルタヒコに狙撃があった方向を教え、アメを命にかけても守ることを誓う。大怨霊として覚醒した蘭丸の「ゼロ距離射撃」にも肩を掠める軽傷で済ませた。
専守防衛がモットーの自衛官らしく攻撃要員としては戦力外。だが、潜入能力や回避力、工作員としての実力は人間離れしている。大国主をして「たかが人間風情だが良くやる」と言わしめ、「たかが怨霊風情がよくやる」と言い返した。
素顔や真の能力など謎だらけ。
黒服（くろふく）
カミツヨミドで働く人間達。サングラスをかけ、上下黒色のスーツを纏い、銃で武装している。彼らの任務は、カミツヨミド内の警備、要人の応対、ワタの拠点の捜索など、多岐に亘る。彼らにとって、カミツヨミドは居心地が良いらしく、家族を呼ぼうと考える者もいる。
黒沢（くろさわ）
北加伊道地方TV局のカメラマンの男。北加伊道にて千利休を退治する咲夜を撮影して以降、彼女の行動に同行している。
咲夜からは「クロトワ」と呼ばれる。そのうち自称するようにまでなる。
撮影の途中で勝手に咲夜の祖母の話を持ち出して、感動話に持っていこうとするため煙たがられている。咲夜が卑弥呼を口寄せ憑依して戦った際は卑弥呼特有の設定（卑弥呼の項参照）に感動している。
咲夜に密着中で、咲夜の怨霊退治にも常に同行。山田から事実上、仲間扱いされて「フライングスーツ」などの装備も支給されている。
ホノカ
「かくりよダイバー」の異名をとる怨霊使い。14歳。ニギ同様に猛烈にクサい。更に男クサさも付加している。協力を求めたサルタヒコ（元人格）に対して用件も聞かずに「やらん」と断った。対して許嫁の仲であるニギに対してはだらしがない。怨霊使い特有の異臭で婚姻もままならぬため一族の将来を考えた互いの両親が種の存続のために二人を許嫁にした。ニギの奸計にハマって、わざと敗北したニギの夫となるが、即座に尻に敷かれる。夫婦揃っていると異臭が天災レベルとなるためサルタヒコによって「台場島」に隔離された。肉食のニギに対し、魚食で食の好みは全く合わない。金塊をしこたま溜め込んでおり、離婚の際には慰謝料として差し押さえるとニギから予告されている。
見た目は立派なスポーツマンだがヘタレで暴力に対しては猛烈に弱い。またビビリ。愛するニギの頼みと大漁丸の安全を数日悩んだほど。サルタヒコが「鬼軍曹」に戻ると一撃で言いなりになったほど。サルタヒコが大嫌いでジョン・ドゥ老師に暴力が通じないと密かに溜飲を下げる。
大漁丸
ホノカの使役するエイ型怨霊。シャチモードに変形可能。

#### その他
お力さま
姫の力として歴代の姫の力の根源となってきた存在。カタツムリのような目と尻尾を持つ。声だけはテノールボイスと美しい。
正式名は｢オチカリーノ・アザビーノ・ギロッピング・ザ・ギン・450世』 と長い。態度は大きいが気は小さい。大気に触れると生じる無限の力を発して結界を張っているが剥き出しの状態では滅法弱い。このため土の中に隠れている。蜥蜴のように尻尾を切り落として逃げる習性を持つ。
可愛い女の子が大好きで気に入った女の子に宿って「お力」を発揮させる。どスケベかつ一方的に恋慕し、美しいまま散らせて、歴代の姫たちの容姿を記録、想い出を「二人のメモリー」などと称するなど身勝手極まりない存在。ワタとアメの双子の死後は気に入った娘がみつからずにいる。
生きていたアメと自分の中に宿った記録には愛情があるが亡骸に対しては何の関心もない。怨霊化したワタ姫も「ワタちゃんに似た子」としか思っていない。
サルタヒコはそれなりに敬い敬語で話していたが、ニギは自身が宿すサナダムシやギョウ虫同様の寄生虫扱い。また、ニギをブスと言い切ったためホノカにも折檻されている。
サキ
ワタに捕まった際に切り落としたお力さまの尻尾から生じた娘。尻尾の先という意味でサキと名乗っている。容姿はアメにそっくり。

### トヲツカムナビ

#### 首謀者
ワタ
アメの双子の姉で、前代の姫。「ワタ姫」とも呼ばれる。アメと同じく巨乳の持ち主で、露出度の高い服装をしている。物語開始時点の6年前から姫としての仕事を行っており、3年前に魂をすり減らして老衰死したが、黒幕の一人として姿を現す。
その正体は、タケミカヅチが、ワタの遺体に童の怨霊を乗っ取らせて復活させたもの。ただし、人格は生前のワタのものでも、童の怨霊でもない、全く別のものである。
一人称は「わたち」で、子供染みた独特の口調で話す。また、「黄泉返らせる予定の怨霊でBL妄想をする」「自分が乗る飛行船や潜水艦に歴史上の人物をイケメン化した（痛車のような）イラストを描く」など、その言動は腐女子そのものである。
「死者にしか興味が無い」と明言し、怨霊に対しては非常に前向きな思考で支持しており、「お力」で黄泉返った怨霊が、自由に怨念を晴らせる「かくりよ時代」を作ることを目的にしている。
本来のワタの魂は、過去の姫共々アメのお力の中に存在している。森蘭丸戦では、劣勢に陥ったアメの前に現れ、彼女を勇気づけて蘭丸に対処するヒントを与えた。
タケミカヅチ
黒幕の一人で、ワタの従者の男性。天璽瑞宝十種の一つ「死返玉」（マカルカエシノタマ）を武器にしている。
かつてはカミツヨミドの神官だった。ワタの遺体を無断で持ち出し、那古野に出現した童の怨霊に彼女を乗っ取らせた。
タケミカヅチの魂は幽界にあり、周りの怨霊を飲み込んで、禍々しい姿をしている。ワタは彼の魂を救うことも目的としている。
トヲツカムナビに拠点を移してからは現地での偵察任務に従事している。
実際のところ、ワタの従者だった彼がカミツミヨドを裏切った理由や真の目的など謎が多い。戦線離脱したサルタヒコに衰弱しながら助言を与えた理由についても判明していない。
厩戸皇子（うまやどの おうじ）
トヲツカムナビでナンバー2の実力を持つ怨霊。軍師的役回り。ワタの考えに強く賛同し、かくりよ時代を作る計画は彼の計算の基に推進している。ゆえに計画に支障が出るようなことがあると苛立ちを示す。
10人と同時に精神感応できる能力を持つ。双方向通信可能。また、精神感応した人物の脳をハッキングして乗っ取り、現地の様子を知ることも出来る。計画発動直前の千子村正戦から、精神感応によって卑弥呼の予知能力の妨害を行っている。
人間（特に日本に住む者）に対して強い憎しみを持っている。他者を見下しており、ワタとタケミカヅチに対しても、毒舌を吐くことがある。
大豆首相のテレビ演説を乗っ取り、計画発動を宣言。生者に対して宣戦布告を行う。
狡猾な策士であり、主君への忠義のせいで大怨霊ながら戦意に乏しい森蘭丸に「蘭丸鉄砲隊」として主の敵をわざと配置し覚醒を促したり、カミツミヨドの主戦力を一カ所に集めた上で大怨霊4人がかりの「殲滅戦」を目論んだりした。だが、戦力の一極集中がアメの力の発動で手勢を多く失う結果となり、自身も重傷を負った。
覚醒した大国主に主導権を取られるが自身の作戦プランと同じとみるや協力に回るなど頭の回転は速い。
大国主命（おおくにぬしのみこと）
見た目は牛の背に乗った子供。これは未覚醒状態で牛の背で寝るなど人畜無害に見えるが、第一幕終了時点で最強の怨霊。その実力は大怨霊すら凌駕する日本最大級の怨霊。数多の埴輪兵団を率い、戦闘は彼らに任せている。
だが、覚醒状態となると禍々しい大男に変貌。吐き出す息だけで奥津鏡をへし折る。頭のキレも厩戸を凌駕するほどで、姫の力がないとみるや絶好の機会とみてカミツヨミドに侵攻する。迎撃に出た世阿弥と激しい戦いを始める。

#### 大怨霊
武蔵坊弁慶（むさしぼう べんけい）
2年前にワタによって黄泉返った怨霊。黒い霧のようなもので、眼が覆われており、表情を判別することは不可能。スタンドマイクを手にする。作者によると、「勘違いキャラ」としてデザインしており、マイクやサングラス代わりの黒いモヤなど、キャラがわかりやすい小物（モチーフ）を足したと述べている。
ワタのお気に入りの怨霊であり、当の弁慶も自分を黄泉返らしてくれたワタを慕っている。
厩戸の命で、かくりよ城に攻め込むカミツヨミドを足止めし、ワタとタケミカヅチを逃がすために登場。城内に乗り込んできたサルタヒコとアメと対面するが、子供二人を自らの手で殺すことを矜持が許さないとし、かくりよ城を破壊して圧死させようとした。
登場時は上級怨霊とされていたが、計画発動後は大怨霊の一人であることが明らかにされた。阿麻弥大島を拠点に台風を起こし、沖縄地方を封鎖する。
源内の敗北後、上級怨霊の平敦盛、芳一、松橋P（ボーカロイドのプロデューサーで急逝したという。モデルは不明）の三人を従え、自身はヴォーカルとなってバンドとして再戦に挑む。だが、途中乱入した清少納言率いる六歌仙と得物の奪い合いになる。
だが、アメの最期の力による攻撃で分が悪いと察し、清少納言に撤退を促して難を逃れた。
その後、姫の力の喪失という絶好の機会に米国本土の襲撃に向かう。
千利休（せんの りきゅう）
戦国時代から安土桃山時代にかけての茶人。わび茶の完成者であり、「茶聖」と称せられる。
大怨霊の一人で、北加伊道のサリ・ポロ・ペッ市にて台風を起こし、北加伊道と北東北を封鎖していた。茶筅で時空を点てる（歪ませる）攻撃を使う。
しかし、咲夜によって退治されて弱体化し、デフォルメされた姿となって小さくなってしまう。咲夜からマスコットキャラクターのような扱いを受け、反抗するものの逆に手酷い仕打ちを受ける。
すっかりお茶出し担当のペットと化す。
平賀源内（ひらが げんない）
江戸時代中期に活躍した発明家。知的好奇心が旺盛な大怨霊の一人。信越地方に台風を起こした。
その能力は物理数式を実体化させるというもの。数式を描いた後“花丸”をつけると実体化し、“頑張りましょう”をつけると無効化する。
サルタヒコは人畜無害でスルー可能と考えたが、「源内研究所」という名の六本腕のロボットでブラックホールを発生させようとする。咲夜が動力源とみなしたエレキテル型アンテナを破壊したため本気になる。
近接戦闘型の沖田では分が悪いとみた咲夜が世阿弥を憑依させようとして拒否され、卑弥呼を憑依させる。卑弥呼の鬼道と源内の物理数式実体化はほぼ互角の壮絶な戦いとなるかに見えたが、源内の数式構築速度が卑弥呼の鬼道を上回り、更に当初の目的だったブラックホール発生より遙かに強力なビックバンの数式を発動させる。だが、サルタヒコの口車で卑弥呼の放ったメテオを観察しようとしてビック・バンを解除したため隕石の直撃で弱体化。咲夜の尻に噛み付くセクハラを折檻されてペット2号にされてしまう。
清少納言
平安時代に活躍した女流作家。当代一の人気を誇ったエッセイスト。十二単ではなく制服を纏ったOLの姿で六歌仙を率いて登場した。思い込みが激しく勘違いが酷い。チャチャ丸と怨霊合体したニギの性別を見抜けず、男だと勘違いして迫った。
和歌は下手だが、それ自体が「歌会」という精神攻撃で、ニギは物理的攻撃を受けていないが「恐竜に踏みつぶされる」という精神攻撃で無力化させられた。
弁慶に促されて撤退し、アメの最期の攻撃を逃れるが六歌仙はあらかたやられた。

##### 森蘭丸と蘭丸鉄砲隊
森蘭丸（もり らんまる）
戦国武将・織田信長の小姓だった美童。本能寺の変で信長と共に亡くなった。信長は幽界の底へ沈んだが、蘭丸は信長を仇なした者を許せず怨霊になった。上半身の露出度が高い服を着ている。青い髪を持っており、髪型は『ドラえもん』の骨川スネ夫をモチーフとしている。
大怨霊のひとりで、出羽国・優嗜曇郡・米沢（ヨナサワ）市で台風を起こし、南東北と北関東を勢力下に置いていた。
使用武器は無数に生成される火縄銃とデザートイーグル。
厩戸から以下の3人の配下「蘭丸鉄砲隊」 を宛てがわれている。だが、3人はいずれも、生前に主君の信長を危機に陥れた過去を持っていた。厩戸はこの3人を配下に付けることで、蘭丸の恨みを暴発させて、人間を大量に殺させるように仕組んでいた。
ピントの砲撃で火の海になった米沢市内の光景から、死に際に体験した本能寺の変の様子を思い出して暴走。厩戸の謀と知りつつも、蘭丸鉄砲隊を次々と銃撃で消滅させた。その後、怨念を鎮める存在であるアメ殺すことで怨念を晴らし、成仏しようとする。
サルタヒコ達の抵抗を押しのけ、アメを追い詰める。しかし、アメのお力によって怨念をほとんど浄化され弱体化。恨みが消える前に自ら死を選ぶとし、デザートイーグルで自決した。
杉谷善住坊（すぎたに ぜんじゅぼう）
金ヶ崎の戦いから岐阜城へ帰る途中だった織田信長を狙撃した男。逃亡の末に捕まり、竹製のノコギリで数日かけて首を切断する、鋸挽きの刑に処された。虚無僧のような姿をしており、ふざけた口調で話し、語尾に「（笑）」を付ける。
上級怨霊で蘭丸鉄砲隊の一人。使用武器はL96A1。その腕は2km先の目標を正確に狙撃できるほど。鋸挽きの刑で首を切断されたためか、身体が細かく分裂し、それぞれが一体の姿になることが可能になっている。
山中に潜んでアメを狙撃しようとしたが、それに気づいた山田がアメを担いで避けられた。その後、自分に向かってくるサルタヒコとニギを狙撃対象に変更する。
サルタヒコが仕掛けた捨て身のおとり作戦によって捕縛される。雑賀に見限られたうえに、暴走した蘭丸の銃撃で消滅させられる。
雑賀孫市（さいか まごいち）
鉄砲集団「雑賀衆」の棟梁。石山合戦で本願寺側に付き、織田信長の軍と戦った。スーツのようなデザインの着物に、ホンブルグ・ハットをかぶる。独特の顎髭を持ったダンディな容姿をしている。普段は帽子の陰に隠れて目線が見えない。
上級怨霊で蘭丸鉄砲隊の一人。武器は2挺のイングラムM10。蘭丸鉄砲隊の中では理性的な考えの持ち主。
蘭丸のもとで善住坊の戦いを傍観し、独断で砲撃を開始したピントを止めようとした。しかし、恨みが暴発した蘭丸を目の当たりにし、銃撃を加えるも通用せず、消滅させられた。
フェルナン・メンデス・ピント
ポルトガル人の冒険家。「1544年に鉄砲を初めて日本に伝えた人物の一人」と自伝に書いた。
上級怨霊で蘭丸鉄砲隊の一人。2門のフランキ砲を武器にする。
独断でアメを葬ろうと砲撃を多数行った結果、米沢市内は火の海となり、蘭丸の暴走を誘発させるきっかけを作ってしまう。信長の敵に優先的に銃を売りつけていた過去があったため、暴走した蘭丸に消滅させられた。

#### その他の怨霊
岡部菊外（おかべ きくがい）
ワタによって黄泉返った剣客。幕末にいた、81人を斬ったとされる辻斬り。人を斬ることが三度の飯より好きだった。
穢土で辻斬りを行おうとし、柴生を斬り殺した。その後も辻斬りのために現れたところをサルタヒコの妨害を受けて暴走。だが、暴走を阻止されたところをアメに浄化され、正気を取り戻した。その後は怨霊による一連の事件の手がかりを与えた。
吉志火麻呂（きしの ほまろ）
ワタによって黄泉返った防人。奈良時代の農民で、穢土に残した妻に会う口実に利用するため、連れて来た母親を殺害しようとしたところ、地割れに巻き込まれて死亡した。ワタはイケメンを想像して悶えていた が、実際の容姿は中年男性であり、がっかりされる。
筑四に出現し、通りかかった小学生達を襲ったが、サルタヒコとアメによって退治された。現在はカミツヨミドで御霊として過ごしている。
佐田三兄弟（さだ さんきょうだい） / 彦四郎（ひこしろう）、神五郎（しんごろう）、小鼠（こねずみ）
ワタによって黄泉返った忍者三兄弟。戦国時代、中国地方は毛利方の武将、杉原盛重配下の忍び。裏切りに遭って死んだため、肉親以外の人間を信じられず、強い恨みを持っている。
吉志火麻呂の伏兵として召喚された。分身の術を使い翻弄させるが、蛇比礼で捕獲され浄化を受けた。現在はカミツヨミドで御霊として過ごしている。
千子村正（せんじ むらまさ）
室町時代に活躍した伊勢国は桑名の刀工。とにかく人を良く斬れる刀を目指し、戦場での使用に耐えうる頑丈な刀作りを諭す師匠と決別。真の意味で刀を完成させていない（人を斬って完成させる）という怨念により怨霊となった。鉄を鍛錬する際、自傷した血を振り掛けて不純物を取り除いていたため、全身傷だらけである。使用武器は妖刀で、これに斬り殺された人間は怨霊化する。刀は自身の身体から無数に作り出すことができる。
穢土で通勤電車内に突然現れ、乗客と乗務員を皆殺しにしたあと、彼らの怨霊を駅構内で襲わせた。この時、卑弥呼の予知が降りず、対処が遅れたために甚大な被害をもたらした。サルタヒコとニギとの戦闘の際、怨霊と一体化したニギの力に圧倒され、最後は全ての刀を1本の強力な刀に作り変え、「最高の一振り」を仕掛けるが、ニギのパンチに圧し折られる。その瞬間、師匠の言葉を思い出して弱体化。サルタヒコに捕縛され、アメに浄化してもらうべくカミツヨミドへ連れて行かれた。

### かくりよ関係者
かくりよ自体は海のようで死者がゆっくりと沈んでいく穏やかな死後の世界。怨霊化した魂魄は境界近くに留まるが、やがてゆっくりと沈んでいく。沈むうちに恨みや未練が消え去り怨霊でなくなり、底に辿り着いて溶け失せ、魂のスープの泡がはじけ泡沫が妊婦に宿り再誕する。
ジョン・ドゥ老師
かくりよの底でダマが出来ないように魂のスープをかき混ぜ続ける鳥のような姿の人物。バタバタと羽ばたいて飛ぶため「鳥疑惑」をかけられている。「～ような、～ような」のように異なる表現を用いるのと語尾に「だーよ」を付けることが特徴。ニギからは「マスター・ダーヨ」と呼ばれる。
その実力は大怨霊など一撃で仕留めるであろうほどの実力者。だが、男にはやたらと厳しいが女性には甘く、貢ぎ物には滅法弱い。
特にサルタヒコに対しては厳しく徹底的に突き放すが、修行で見違えるほどにパワーアップさせる。第一幕はジョン・ドゥーがサルタヒコに襲いかかったところで終わっている。
六巻で初登場時には「ジョン・ドゥ」となっているが、帯の紹介では「ジョン・ドゥ“ー”」と表記が異なる。

#### 大霊獣
かくりよの底近くに住む絶大な力を持つ巨大生物。「瑞宝十種」はそもそも彼らの身体のごく一部に過ぎない。
オロチ
「蛇比礼」の元となった超巨大な女性。巨大な蛇として襲いかかるのは彼女の髪の毛に過ぎない。性格は猜疑心が強く、ややマゾで花魁言葉を使う。自身の力を求めるだけの不埒な輩は問答無用で食ってしまう本来は恐ろしい霊獣。
強い男性に対する憧れがあり、サルタヒコの上から目線の強い口調、誤解を招く表現、逞しい心意気に心をときめかせ、ア行の女性のため（真相は「“ア”メ」だが「“オ”ロチ」と勘違い）という言葉にすっかり惚れ込んでしまい、（サルタヒコ自身が望んだわけでもないのに）「隷属した」。また、ジョン・ドゥーとの対決に際し、師匠が自分の実力を見極めるためと察してオロチの助力を断ったことを「亭主関白」だと勘違いするなど、勘違いが加速している。サルタヒコ自身はどうして1000年も「蛇比礼」を覚醒させた者がいなかったのか逆に不審がっている。
漠
「奥津鏡」の元となった霊獣。わりと大人しめ。

#### かくりよの生物
カエル大納言
霊獣。サイズがとんでもなく大きいだけで習性もなにもカエルそのものだが、舌が10本あり、射出速度が音速を超える。
ニギの散歩中に誤って怨霊を呑み込んでしまい邪悪化したが、サルタヒコの活躍で難を逃れた。
ジョン・ドゥの試練により、「鬼軍曹」サルタヒコの調教で「待て」を躾られた。
和邇（わに）
和邇の巣に大量に生息する推定全長50mというとてつもなく巨大なワニ。噛む力は強いが口を開く力は弱いというワニの習性は通用しない。
光るものを好む習性がある。尚、水中でも臭いには敏感でニギやホノカの臭いは苦手。
かくりよでは貴重なタンパク源であり食糧。「狩って食べる」のが正しいらしい。
かくりよクラゲ
巨大で美しいクラゲ。

### その他
大豆首相（マメ しゅしょう）
政党「自慢党」の党首で、日本の内閣総理大臣。語尾に「ダス」を付ける。
経済政策「マメノミクス」のテレビ演説中に、厩戸にテレビジャックされ、怨霊による生者への宣戦布告をされる。その後テレビで、大怨霊達が起こした台風と、台風下に存在する大量の怨霊について、国民に報告して注意喚起するが、背後から低俗霊に襲われてしまう。生死は不明。

## 世界観・用語解説

### 世界関連
日本（にほん）
本作においては「架空の日本」として描写されており、地方行政区画が都道府県ではなく令制国（旧国名）である。地名表記についてもかなり古い年代の表記、あるいは全く別の表記が使用されている。なお、一部の都市では市制が施行されている。
カミツヨミド
東北地方のとある山中に古くから存在する霊場。数多くの御霊が暮らす秘境で、地図にも記載されていない。
トヲツカムナビ
ワタ達が拠点とする怨霊都市。ワタによって黄泉返った数百・数千もの怨霊が収容されている。
かくりよ城（かくりよじょう）
「某海・某島」にある、ワタとタケミカヅチが劇中初期に拠点としていた建造物。カミツヨミドに発見されて乗り込まれるが、弁慶がサルタヒコとアメを殺害しようとして破壊した。
幽界（かくりよ）
死者（霊）の世界。海の中にいるような光景が広がっている。この海のような液体は「魂のスープ」と呼ばれる。
人は死ぬと幽界に漂うことになる。未練が無い霊では一ヶ月ほどで幽界の底に着き、魂のスープに溶ける。魂のスープの泡がはじけ、そのしぶきが境界を越えて現界に飛んでいき、妊婦の内に宿ることで、新たな魂となる。
現界（あらわよ）
生者の世界。現世を指す。

### アイテム・能力関連
天璽瑞宝十種（あまつしつしのみずたからとくさ）
日本神話において饒速日命が地上に降りる際、天の神より授ったとされる十種類の宝。半数が行方不明とされる。
蛇比礼（おろちのひれ）
サルタヒコの瑞宝十種。無限に伸びる注連縄。怨霊を捕縛するために使われる。通常は怨霊の十方位を縛る。
死返玉（まかるかへしのたま）
タケミカヅチの瑞宝十種。巨大な2つの勾玉。詳しい能力は謎であるが、蛇比礼を跳ね返す力があることは作中で描写されている。
奥津鏡（おきつかがみ）
咲夜の瑞宝十種。錫杖。元々は咲夜の祖母が所有していた。本体には「奥津鏡」と書かれている。咲夜自身は「プリセンス・ナイトブラッサム マジカルスティック5（ファイブ） GOGOGO」という名前を付けている。
お力（おちから）
特定の女性＝「姫」にしか使えない能力。自らの寿命（魂）を削って、怨霊を浄化したり、死者を黄泉返らせることが出来る。そのため、お力を持つ者（姫）は黄泉返ることができない。
太古より清らかな心の持ち主に宿ってきた力である。しかし、世界中に適任者がいなかった場合、お力は姿を隠してしまい、人間は怨霊に対抗する術がなくなる。そのために数千・数万人が犠牲になった時代があったという。
死後3日以内であり、死体の損傷が少なければ、黄泉返らせることが可能。世界中の要人で長生きしている者が多いのは、姫によるお力のおかげである。それゆえ、姫の権威は非常に高い。
死者を黄泉返らせる方法は、姫が地面に幽界への入り口を作り、そこへ腕を入れて、霊に黄泉返りたいかどうかを問う。霊が同意して腕に掴まると一気に引っ張り上げ、霊と死体が重なることで生き返る。ただし、特定の個人を黄泉返らせる場合、生前の名前が判らないと、言霊の力で魂の居場所が突き止められない。また、力を使うと気絶してしまう。
ワタの場合は、怨霊を幽界から黄泉返らせるためにお力を使う。その際、幽界へ腕を入れると、痛みを伴ううえに肉が溶けて骨が剥き出しになり、黄泉返らせた後は気絶する。損傷した肉体は、気絶後、そのまま数日間眠り続けることで再生する。お力を使うほど肉体の損傷が激しくなり、再生にはより時間がかかる。また、怨霊の名前が判らないと言霊の力が発動せず、黄泉返らせることができない。
また、怨霊に浄化の光を浴びせて御霊にする力もある。事実上、怨霊はこの力以外では倒せない。アメが怨霊を浄化する際、肉体に起こる加齢数は、低俗霊で3ヶ月、上級怨霊で5ヶ月ほどとされており、大怨霊についてはまだ判明していない。
怨霊使い（おんりょうつかい）
「怨霊には怨霊」という方針で、怨霊を駆使し退治する者。

### 霊関連
怨霊（おんりょう）
怨みを含む未練の感情によって汚れた霊の総称。虚数のエネルギーの塊。
その生に対する強い執着によって、幽界の引力に逆らって境界にとどまろうとしており、通常は何百年経てば、怨念が消えて幽界の底へ沈んで行く。だが、まれに現界へすり抜けることがある。通常は10年に2、3体が現界に現れれば多い方とされており、最近はワタ達の暗躍でひと月に10体以上出現する異常事態となっている。怨霊が現れる場所では、ゲリラ豪雨や竜巻が発生するなどの急激な天災が起こる。なんらかの方法で未練が無くなると御霊となり、幽界へ帰る。
知名度が高い人物の怨霊ほど、強力になりやすい傾向にある。これは生者が死者を思う感情が、幽界へ渡り、成仏していない怨霊の力を増大させる結果となるためである。
怨霊には力によってランクがあり、以下の3つに分けられる。
低俗霊（ていぞくれい）
人を殺したいという単純な怨念しか無い怨霊。身体は黒色で、大きな白目と大きな口を持った外観をしている。武器は持たず、口で生者を食い殺す。2、3人殺せば満足して成仏する。
上級怨霊（じょうきゅうおんりょう）
より明確で強い怨念を持った怨霊。外観は生前の人間の姿であるが、その実体は20〜30mに及ぶ。生前当時の理性があり、攻撃方法も武器を使った、多彩なものになる。数十・数百・数千人の人間を殺さないと満足しない。ダメージを受けると低俗霊のような醜い姿に変化し、理性も保てなくなる。
大怨霊（だいおんりょう）
強大な力を持つ怨霊。厩戸皇子の直属であり、大智（だいち）・大義（だいぎ）・大信（だいしん）・大礼（だいらい）・大仁（だいじん）・大徳（だいとく）の6人が存在する。
台風を起こさせるほどの巨大な怨念を持つ。しかし、普段は超理性的な存在で、自分の恨みは恥と思い押さえ込んでいる。しかし、その恨みが暴発した場合の力は計り知れない。
御霊（ごりょう）
怨霊が人に益をもたらすようになった状態。ある程度現界に留まって満足すると幽界へ帰っていく。
未練玉（みれんだま）
怨霊が御霊になる際、未練を抜かれて封じ込まれた玉。カミツヨミドで保管されている。
かくりよ時代（かくりよじだい）
ワタ達が推進している計画。「死人に口なし」に無念の死を遂げた怨霊が、現界で自由に怨念を晴らせる時代にすることが目的。
その後、この計画は実行に移される。概要は、6体の大怨霊が日本各地に散らばり、怨念で停滞性の台風を起こして航空機・船舶を欠航させてることで日本を封鎖し、配下の怨霊達が自由に人間を殺戮するというものである。

## 書誌情報
- 藤崎竜 『かくりよものがたり』 集英社〈ジャンプ・コミックス〉、全8巻
  1. 2013年12月24日第1刷発行（12月19日発売）、ISBN 978-4-08-880085-1
  2. 2014年2月24日第1刷発行（2月19日発売）、ISBN 978-4-08-880095-0
  3. 2014年4月23日第1刷発行（4月18日発売）、ISBN 978-4-08-880096-7
  4. 2014年6月24日第1刷発行（6月19日発売）、ISBN 978-4-08-880133-9
  5. 2014年9月24日第1刷発行（9月19日発売<）、ISBN 978-4-08-880240-4
  6. 2014年12月24日第1刷発行（12月19日発売）、ISBN 978-4-08-880295-4
  7. 2015年4月22日第1刷発行 （4月17日発売）、ISBN 978-4-08-880349-4
  8. 2015年4月22日第1刷発行 （4月17日発売）、ISBN 978-4-08-880350-0

## 読切版「アメとサルタヒコ」
『ミラクルジャンプ』No.12に掲載された。連載版のプロトタイプとなる全14ページの短編読切漫画。「かくりよものがたり」単行本第8巻（最終巻）に収録された。

### あらすじ（読切版）
地図には記されていない東北地方の霊場「カミツヨミド」へ、世界中の重要人がアメに黄泉返り（死者蘇生）を依頼してくる。サルタヒコは彼らの依頼を受けつつも、法外な依頼料を吹っ掛ける。これは、黄泉返りで寿命を減らすアメを思い、少しでも依頼人を減らすためであった。一方、宗教関係者にとっては、黄泉返りによって天国や輪廻転生の概念がないことを証明したアメは煩わしい存在であり、彼女の命を狙うこともしばしば起こっていた。サルタヒコは、カミツヨミドに侵入する暗殺者を密かに殺害し、陰ながらアメを護る日々を送るのだった。

### 連載版との相違点
アメは「姫」ではなく「巫女」と呼ばれている。キャラクターデザインについては連載版ほど胸は大きくない。死者蘇生能力の設定については連載版と変わりないが、「お力」ではなく「黄泉返り」と呼称されている。アメの替わりに亡くなった父親がいることが彼女の口から語られている。
サルタヒコは幼少期に死んだ弟をアメに助けられた過去があり、それ以来彼女に忠誠を誓っている。誠実な性格をしており、アメや依頼人に対して敬語を話す。服装については、頭巾と口当てを身に纏っているなど、忍者のような雰囲気となっている。武器はくないであり、アメの命を狙う侵入者をこれで直接暗殺する「汚い仕事」を行っている。